# Alessandro Ghisalberti
Alessandro Ghisalberti (Zogno, 5 ottobre 1940) è un filosofo e storico della filosofia italiano.

## Biografia
Dopo aver affrontato gli studi filosofici a livello accademico, ha proseguito le sue ricerche in campo storico-filosofico e teoretico, concentrando le sue indagini, in modo particolare, su alcuni autori del pensiero cristiano di età antica e dell'epoca scolastica, quali Agostino d'Ippona, Tommaso d'Aquino e Giovanni Duns Scoto.
Ha percorso la carriera universitaria fino a giungere a divenire professore ordinario presso l'Università Cattolica del Sacro Cuore di Milano (dal 1989 al 2012), occupando le cattedre di storia della filosofia medievale e di filosofia teoretica.
Ha diretto la “Rivista di filosofia neo-scolastica” ed è Socio della Società Filosofica Italiana, della Société internationale pour l’étude de la philosophie médiévale (SIEPM), della Società italiana per lo studio del pensiero medievale (SISPM); è stato membro del consiglio direttivo o dell'organico di diversi istituti di ricerca.
È anche membro dell’Istituto Lombardo Accademia di Scienze e Lettere.

## Ambiti di ricerca e contributo filosofico
Ghisalberti ha pubblicato molti studi di diffusione internazionale, incentrati in particolare sul pensiero filosofico e teologico di autori cristiani dell'età tardo-antica, alto-medievale e basso-medievale.
Tra le figure interessate dalle sue ricerche spiccano Agostino d'Ippona, Anselmo d'Aosta, Bernardo di Chiaravalle, Ildegarda di Bingen, Gioacchino da Fiore, Tommaso d'Aquino, Bonaventura da Bagnoregio, Dante Alighieri, Giovanni Duns Scoto, Guglielmo di Occam e Giovanni Buridano, mentre tra i temi più frequentati risaltano la mistica affettiva e la letteratura profetico visionaria, oltre alla poesia mistico-teologica dantesca.
In sede teoretica, Ghisalberti ha promosso un confronto con molti dei temi universali suggeriti dalle sue ricerche storico-filosofiche sul pensiero cristiano antico e medievale, con un'attenzione anche ai contributi dei pensatori neoscolastici.